# Психологически тест
Психологическите тестове са един от най-популярните методи за набиране на информация. По своята същност те представляват последователност от задачи.
Тестовете биват вербални и невербални (графични), за постижения (необходимо е да се получат максимален брой точки) или за време (времето за отговор е ограничено). Тестовете могат да бъдат стандартизирани (индивидуалните постижения на всеки човек се съпоставят със средните достижения на представителна извадка от хора) или скалирани (съпоставят се резултатите на отделни хора, за да се определи кой е с по-висок или по-нисък резултат).
Всеки един психологически тест съдържа следните елементи
1. Задача
2. Лист за отговори
3. Ключ, който съдържа верните отговори или остойностява всеки вариант на отговор на конкретните задачи
4. Стандарт – Разпределение на възможните резултати по групи
5. Интерпретация
6. Теоретична основа и операционализация на термините
7. Статистическа информация